# Zoltán Thury
Dans le nom hongrois Thury Zoltán, le nom de famille précède le prénom, mais cet article utilise l’ordre habituel en français Zoltán Thury, où le prénom précède le nom.
Zoltán Thury ([ˈzoltaːn], [ˈtuɾi]), né Zoltán Köpe le 7 mars 1870 à Kolozsvár et décédé le 27 août 1906 à Budapest, était un écrivain et journaliste hongrois. Il est le père de Zsuzsa Thury.